# Radiotelevisión del Principado de Asturias
Radiotelevisión del Principado de Asturias (RTPA) es la radio y televisión pública del Principado de Asturias. Radiotelevisión del Principado de Asturias, S.A.U. es una sociedad anónima unipersonal cuyo capital social pertenece íntegramente al Principado de Asturias y que resulta de la fusión por absorción de las empresas públicas Radio del Principado de Asturias, S.A.U. y Productora de Programas del Principado de Asturias, S.A.U., por Televisión del Principado de Asturias, SAU, en 2014.
La televisión comenzó sus emisiones regulares para toda Asturias en junio de 2006 y la radio, en septiembre del mismo año. Cuenta con dos canales de televisión: TPA7, y TPA8. Su sitio web arrancó en diciembre de 2006.

## Historia
Televisión del Principado de Asturias (TPA) realizó su primera emisión en pruebas el 20 de diciembre de 2005 a las 21:00 horas. El sábado 7 de enero comenzó sus retransmisiones deportivas con el partido de fútbol entre el Real Sporting de Gijón y el Racing Club de Ferrol. Al día siguiente, desde el Estadio Municipal de Miramar, se emitió el partido entre el Club Marino de Luanco y la Sociedad Cultural Deportiva de Durango. Durante los primeros meses, todos los fines de semana se retransmitieron partidos del Real Sporting de Gijón, Club Marino de Luanco y Real Oviedo. El 9 de junio de 2006 se iniciaron las emisiones regulares con TPA Noticias 2.ª edición (20:30).
El 8 de septiembre de 2006, coincidiendo con la celebración del Día de Asturias, TPA comenzó la programación matinal con la retransmisión de la «misa de la Santina» desde la Santa Cueva de Covadonga. Este mismo día se iniciaron las emisiones vía satélite para Europa y América, a través del satélite Hispasat, en abierto durante las 24 horas del día e igualmente se inició la emisión en directo por Internet.
El 26 de mayo comenzó la emisión en pruebas de su segundo canal de televisión, con la misma programación que el primer canal pero una hora más tarde. El segundo canal nunca emitió en PAL y lo hizo desde el principio únicamente en TDT.
El 12 de septiembre de 2011, TPA inició sus emisiones en formato panorámico, y se incorporaron dos nuevos canales de audio, uno en versión original y otro con audiodescripción.
El 12 de febrero de 2024, los canales TPA7 y TPA8 comienzan a emitir en HD, renovando su imagen y la de sus informativos, mientras que TPA9 HD cesa su emisión.

## Actividades

### Televisión
En televisión, Televisión del Principado de Asturias agrupa para la emisión dentro de territorio asturiano dos canales generalistas que se pueden ver por TDT, plataformas de satélite o cable. Los canales son:
| Logo | Canal | Inicio de transmisiones |
| ---- | --- | ----------------------- |
|      | TPA7 Canal generalista. Su programación se basa principalmente en programas informativos y de entretenimiento, aunque también cuenta con eventos deportivos.        | 20 de diciembre de 2005 |
|      | TPA8 Canal generalista. Emite la programación de TPA7 una hora más tarde aunque en ocasiones retransmite eventos en directo, principalmente debates parlamentarios. | 26 de mayo de 2007      |

#### Extintos
| Logo | Canal                                                                                                 | Inicio de transmisiones | Cese de transmisiones |
| ---- | --- | ----------------------- | --------------------- |
|      | TPA9 HD Canal generalista. Emisión de contenidos de TPA en HD.                                        | 24 de mayo de 2009      | 12 de febrero de 2024 |
|      | RTPA Internacional Canal generalista. Emisión internacional de TPA a través del satélite Hispasat 1C. | 8 de septiembre de 2006 | 9 de julio de 2010    |

### Radio
En radio, RPA cuenta con una emisora que abarca el territorio asturiano.
| Logo | Emisora                  | Inicio de transmisiones |
| ---- | ------------------------ | ----------------------- |
|      | RPA Emisora generalista. | 21 de diciembre de 2007 |

## Dirección

### Consejo de Administración
El Consejo de Administración fue aprobado por el pleno de la Junta General del Principado de Asturias, el 18 de mayo de 2022. 
Se compone de nueve miembros, entre los que se incluye el director, que lo preside, todos ellos personas con cualificación y experiencia profesional.
Los miembros del Consejo son elegidos por un periodo de seis años contados desde su nombramiento, pudiendo ser reelegidos por una sola vez, a excepción del director general al que no le es aplicable la limitación de mandatos.
Al Consejo de Administración le compete la administración y gobierno de Radiotelevisión del Principado de Asturias.
| Nombre y apellidos                  | Propuesto por    |
| ----------------------------------- | ---------------- |
| Carmen Veiga Porto                  | FSA-PSOE         |
| Adolfo Camilo Díaz López            | FSA-PSOE         |
| Norma Bernad Romeo                  | FSA-PSOE         |
| Jorge Hurlé Palacio                 | PP de Asturias   |
| Eva San Román Palacio               | PP de Asturias   |
| Alfonso Suárez Suárez               | Podemos Asturies |
| Vicente González Bernaldo de Quirós | IU Asturias      |
| Almudena Iglesias Celorio           | Cs Asturias      |

### Organigrama
| Director general                    | Francisco González Orejas       |
| Directora de Servicios Jurídicos    | Ana Lada Ferreras               |
| Director de Gestión y RR.HH.        | Manuel Castrillo Álvarez        |
| Director Comercial y Marketing      | Luis Andrés Fernández García    |
| Directora de Imagen de la Cadena    | María Teresa Cardín Vinuesa     |
| Director de Informativos y Deportes | Ignacio Monserrat Fuertes (sic) |
| Directora de Antena                 | Lucía Herrera Cueva             |
| Director de Medios Digitales        | Jaime García Poncela            |

### Consejo de Comunicación
El Consejo de Comunicación está compuesto por once miembros nombrados por el Consejo de Gobierno del Principado de Asturias a propuesta de las entidades o instituciones en él representadas, de acuerdo con la siguiente composición:
- Un vocal de las organizaciones empresariales intersectoriales de ámbito autonómico que tengan la condición de más representativo.
- Un vocal de la Asociación de la Prensa.
- Un vocal de la Asociación de Empresas de Marketing y Publicidad.
- Un vocal del Clúster Audiovisual de Asturias.
- Un vocal en representación de las asociaciones de productoras audiovisuales del Principado de Asturias.
- Un vocal de las asociaciones de consumidores y usuarios.
- Dos vocales de los sindicatos más representativos en el ámbito autonómico.
- Un vocal de los ayuntamientos, designado por la Federación Asturiana de Concejos.
- Un vocal de la Administración del Principado de Asturias.
- Un vocal en representación de la Universidad de Oviedo.

El mandato de los miembros del Consejo de Comunicación será de seis años.
Son funciones del Consejo de Comunicación asesorar e informar con carácter no vinculante al Consejo de Administración.

### Consejo de Informativos
El Consejo de Informativos se compone de cinco miembros.
Las normas para la constitución del Consejo de Informativos así como las de organización y funcionamiento se aprobarán por el Consejo de Administración de acuerdo con los profesionales de Radiotelevisión del Principado de Asturias,  S.A.U.

### Directores generales
El director es elegido por la Junta General y nombrado por el Consejo de Administración.
El director desempeña la dirección ejecutiva de la sociedad con arreglo a los criterios o instrucciones acordados por el Consejo de Administración.
| Dirección General                                 | Inicio                  | Final                   |
| ------------------------------------------------- | ----------------------- | ----------------------- |
| José Ramón Pérez Ornia                            | 19 de enero de 2005     | 1 de julio de 2011      |
| Juan José Guerenabarrena Hormaeche (en funciones) | 1 de julio de 2011      | 12 de diciembre de 2011 |
| Antonio Virgili Rodríguez (en funciones)          | 12 de diciembre de 2011 | 4 de marzo de 2019      |
| Francisco González Orejas (en funciones)          | 13 de marzo de 2019     | presente                |